# Forte de Nossa Senhora da Nazaré (Porto Martins)

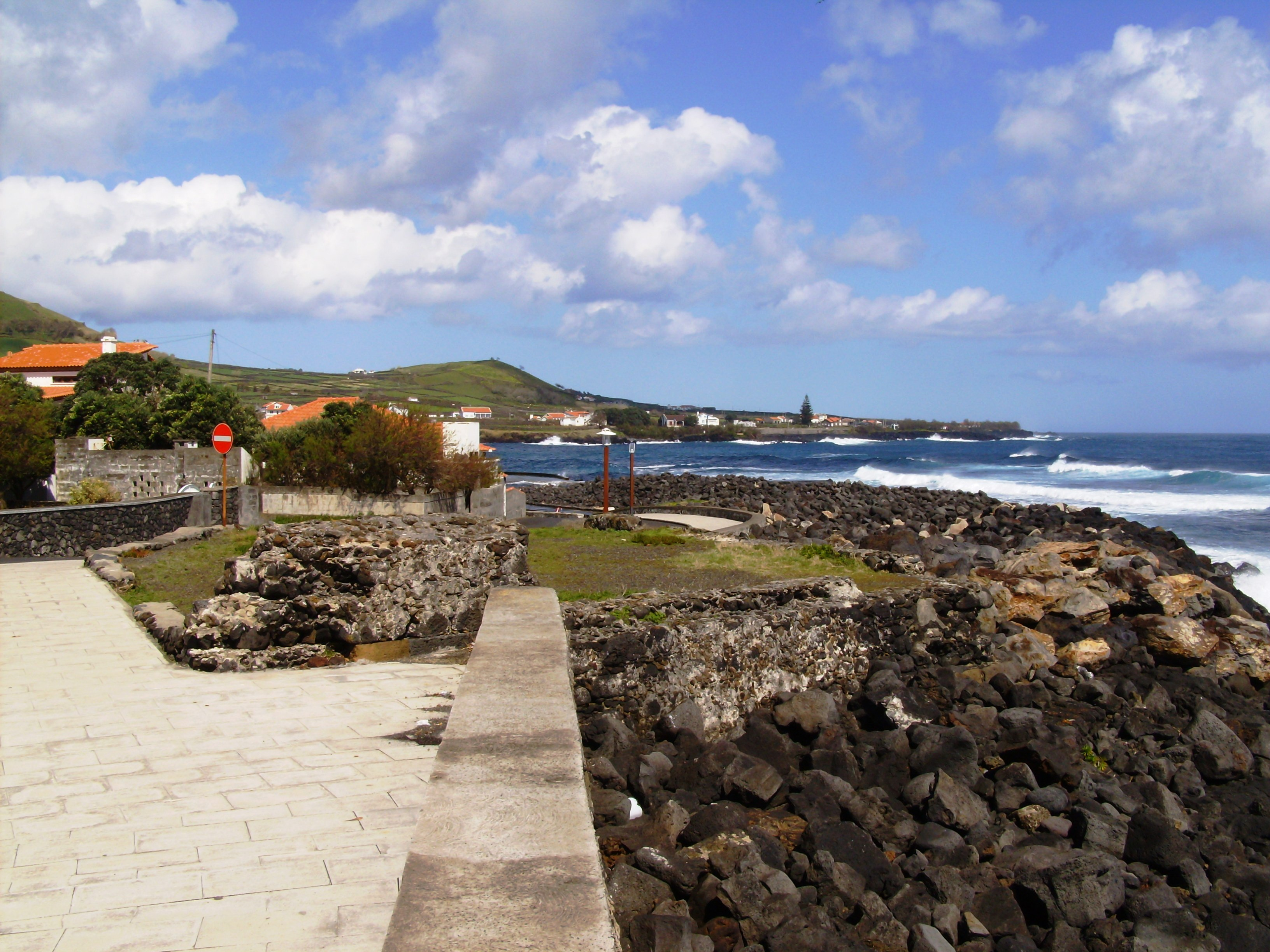
Forte de N. Sra. da Nazaré: remanescentes.

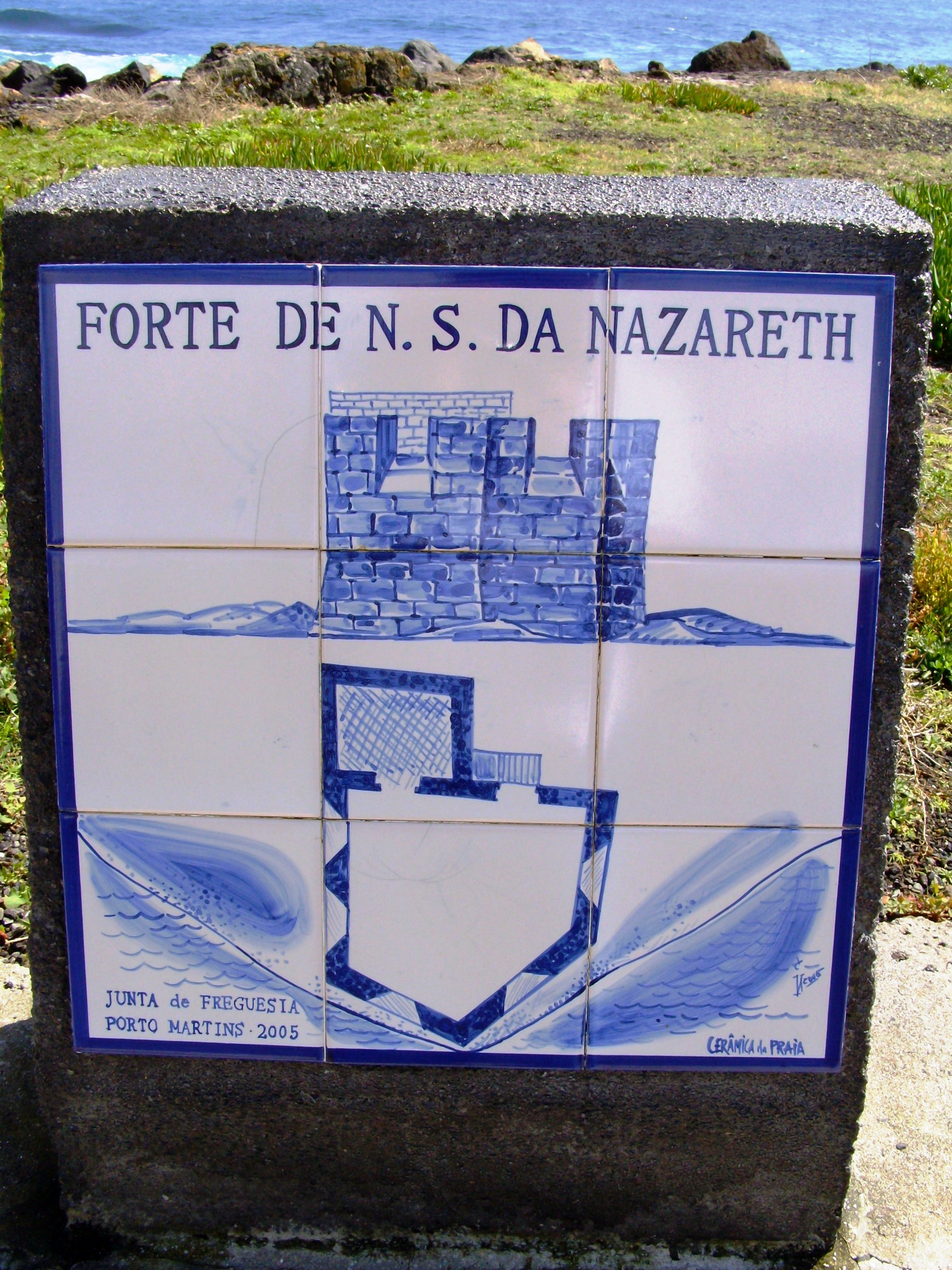
Forte de N. Sra. da Nazaré: painel de azulejos.

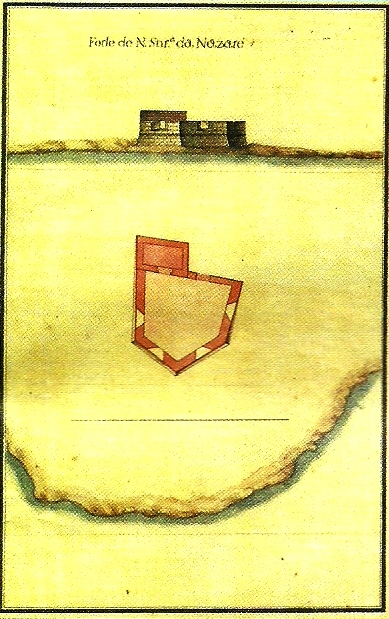
Forte de N. Sra. da Nazaré (José Rodrigo de Almeida, 1830, GEAEM).

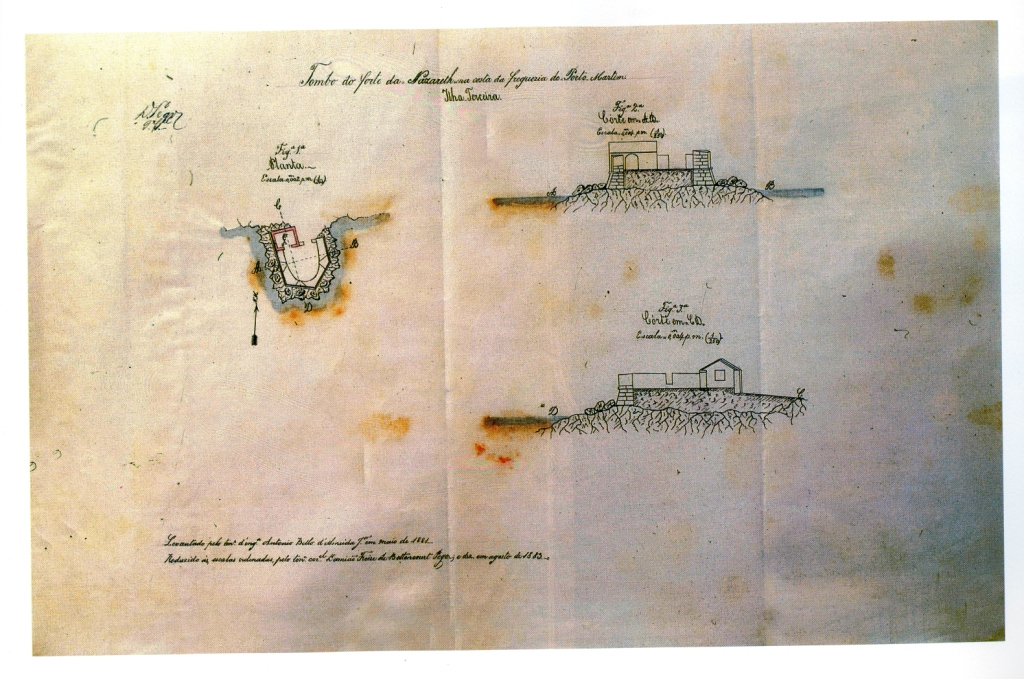
Planta do Forte da Nazaré (Almeida Jr.; Damião Pego, 1881-1883).

O Forte de Nossa Senhora da Nazaré localiza-se na freguesia do Porto Martins, concelho da Praia da Vitória, na ilha Terceira, nos Açores.
Em posição dominante sobre este trecho do litoral, constituiu-se em uma fortificação destinada à defesa deste ancoradouro contra os ataques de piratas e corsários, outrora frequentes nesta região do oceano Atlântico.
Inicialmente compreendido na freguesia do Cabo da Praia, encontra-se hoje na de Porto Martins por divisão administrativa da primeira. Dista 1.200 metros a leste do Forte de São Fernando, cruzando fogos com ele e com o Forte de São Filipe.

## História
Foi uma das fortificações erguidas na Terceira no contexto da crise de sucessão de 1580 pelo então corregedor dos Açores, Ciprião de Figueiredo e Vasconcelos, conforme o plano de defesa da ilha elaborado por Tommaso Benedetto em 1567, após o ataque do corsário francês Pierre Bertrand de Montluc ao Funchal (outubro de 1566), intentado e repelido em Angra no mesmo ano (1566):
"Não havia naquele tempo [Crise de sucessão de 1580] em toda a costa da ilha Terceira alguma fortaleza, excepto aquela de S. Sebastião, posto que em todas as cortinas do sul se tivessem feito alguns redutos e estâncias, nos lugares mais susceptíveis de desembarque inimigo, conforme a indicação e plano do engenheiro Tomás Benedito, que nesta diligência andou desde o ano de 1567, depois que, no antecedente de 1566, os franceses, comandados pelo terrível pirata Caldeira, barbaramente haviam saqueado a ilha da Madeira, e intentado fazer o mesmo nesta ilha, donde parece que foram repelidos à força das nossas armas." 
A seu respeito, DRUMMOND registou: "Na Ponta Negra edificou-se o forte de Nazaré, e logo adiante o de S. Tiago, que cruza, com o forte de São Bento, a enseada do Porto de Martim."
Com a instalação da Capitania Geral dos Açores, o seu estado foi assim reportado em 1767:
"18º - Forte de Nossa Senhora da Nazareth. Foi feito de novo, tem cinco canhoneiras e peças nenhuma; precisa de cinco com os seus reparos, e para se guarnecer cinco artilheiros e vinte auxiliares."
Encontra-se referido como "Forte de N. Sa. da Nazaré" no relatório "Revista dos fortes e redutos da ilha Terceira", do capitão de Infantaria Francisco Xavier Machado (1772), representado com cinco canhoneiras e dependência de serviço pelo lado de terra.
Encontra-se referido como "19. Forte de N. S. da Nazareth tambem feito no mesma ocaziao [no tempo da campanha passada]" no relatório "Revista aos fortes que defendem a costa da ilha Terceira", do Ajudante de Ordens Manoel Correa Branco (1776), que apenas assinala: "Tambem perciza portáo, e conserto em hua janella."
No contexto da Guerra Civil Portuguesa (1828-1834) voltou a revestir-se de importância estratégica, constando o seu alçado e planta na "Colecção de Plantas e Alçados de 32 Fortalezas dos Açores, por Joze Rodrigo d'Almeida em 1830", atualmente no Gabinete de Estudos de Arquitetura e Engenharia Militar, em Lisboa.
A "Relação" do marechal de campo Barão de Bastos em 1862 informa que "Tem algumas ruinas a cuja reparação se está procedendo."
Quando da realização do Tombo de 1881, foi encontrado abandonado e em ruínas.
Desde 2005 os seus restos encontram-se transformados em miradouro, sob a responsabilidade da Junta de Freguesia.

## Características
Do tipo abaluartado, com pequenas dimensões, apresentava planta no formato pentagonal, ocupando uma área de 142,2 metros quadrados. Em suas muralhas, de cantaria de pedra, rasgavam-se, conforme as diferentes representações ao longo dos séculos, cinco, quatro e três canhoneiras. Pelo lado de terra, na gola, erguia-se uma pequena casa da guarda.